# Lamposaari (ö i Södra Savolax, Nyslott, lat 61,96, long 28,79)
Lamposaari är en ö i Finland. Den ligger i sjön Haukivesi och i kommunen Nyslott i  landskapet Södra Savolax, i den sydöstra delen av landet, 280 km nordost om huvudstaden Helsingfors. Öns area är 6,5 hektar och dess största längd är 450 meter i sydöst-nordvästlig riktning.